# Chiopris-Viscone
Chiopris-Viscone is een gemeente in de Italiaanse provincie Udine (regio Friuli-Venezia Giulia) en telt 639 inwoners (31-12-2004). De oppervlakte bedraagt 9,0 km², de bevolkingsdichtheid is 73 inwoners per km².

## Demografie
Chiopris-Viscone telt ongeveer 259 huishoudens. Het aantal inwoners steeg in de periode 1991-2001 met 1,2% volgens cijfers uit de tienjaarlijkse volkstellingen van ISTAT.
| Jaar | Inwoneraantal |
| ---- | ------------- |
| 1991 | 651           |
| 2001 | 659           |

## Geografie
De gemeente ligt op ongeveer 33 m boven zeeniveau.
Chiopris-Viscone grenst aan de volgende gemeenten: Cormons (GO), Medea (GO), San Giovanni al Natisone, San Vito al Torre, Trivignano Udinese.